# Митрофаново (Коми)
Митрофаново (коми Митрӧпан) — деревня в Троицко-Печорском районе Республики Коми России. Входит в состав сельского поселения Митрофан-Дикост.

## История
Упоминается в дневнике промышленника и путешественника Василия Латкина, побывавшего в этих местах в 1843 году: деревня Митрофановская, 4 двора. В 1846 году обозначена на карте как деревня Митрофанова. В материалах ревизий 1850 и 1858 годов не значится. По данным на 1859 год, в деревне имелось 10 дворов и проживало 60 человек (31 мужчина и 29 женщин). В 1926 году — деревня Митрофановская, 22 двора и 90 жителей (40 мужчин и 50 женщин); в 1939 году — деревня Митрофан Савиноборского сельсовета, 309 жителей (139 мужчин и 170 женщин). 
3 июня 1950 года Президиум Верховного Совета Коми АССР принял указ об образовании Митрофановского сельсовета с центром в Митрофаново.	В состав сельсовета вошли также деревни Мишка-Иван, Ваньпи, Кодач, Петрушино и лесоучастки Митрофаново, Ваньпи, Сплавбарак, Конашъёль, Едьёль, Ленавож. В 1956 году — село Митрофаново, в 1959 году здесь насчитывалось 124 жителя, коми. 30 июля 1965 года центр сельсовета был перенесён в посёлок Митрофан-Дикост, Митрофаново утратило статус административного центра, стало деревней. В 1970 году здесь насчитывалось 190 жителей (85 мужчин и 105 женщин), в некоторых источниках приводятся другие данные — 233 жителя. В 1970—1980-х годах население сократилось: в 1979 году до 98 человек; в 1989 году — 78 человек (41 мужчина и 37 женщин, коми); в 1992 году — 65 человек; в начале 1995 года — 46 человек (19 хозяйств); в 2002 году — 11 человек (4 мужчины и 7 женщин); в 2010 году — 6 человек.

## География
Деревня находится в юго-восточной части Республики Коми, в пределах Печорской низменности, на левом берегу реки Печоры, на расстоянии примерно 47 километров (по прямой) к северо-северо-западу (NNW) от посёлка городского типа Троицко-Печорска, административного центра района. Абсолютная высота — 102 метра над уровнем моря.
Климат
Климат характеризуется как умеренно континентальный, с продолжительной морозной многоснежной зимой и коротким прохладным летом. Среднегодовая температура воздуха составляет −1,2°С. Средняя температура воздуха самого тёплого месяца (июля) составляет 15,9 °C (абсолютный максимум — 35 °С); самого холодного (января) — −18 °C (абсолютный минимум — −51 °С). Среднегодовое количество атмосферных осадков составляет 590 мм, из которых 409 мм выпадает в период с апреля по ноябрь. Безморозный период длится в течение 176 дней в году.
Часовой пояс
Митрофаново, как и вся Республика Коми, находится в часовой зоне МСК (московское время). Смещение применяемого времени относительно UTC составляет +3:00.

## Население
| 2010 |
| ---- |
| 6    |

Гендерный состав
По данным Всероссийской переписи населения 2010 года в гендерной структуре населения мужчины составляли 66,7 %, женщины — соответственно 33,3 %.
Национальный состав
Согласно результатам переписи 2002 года, в национальной структуре населения коми составляли 100 % из 11 чел.